# Elisabeth Högström
Elisabeth Högström (z domu Carlsson; ur. 27 marca 1951), szwedzka curlerka, mistrzyni świata i 5-krotna mistrzyni Europy.
Na pierwszej międzynarodowej imprezie – 1976 Högström była trzecią w zespole Elisabeth Branäs. Szwedki awansowały do fazy-play off, tam wysoko pokonały Angielki (13:2) i Francuzki (13:4) zdobywając pierwszy złoty medal mistrzostw Europy dla Szwecji.
Jako skip Högström wystąpiła na MŚ 1980. Jej drużyna zakwalifikowała się do finału, gdzie uległa Kanadzie (Marj Mitchell) 6:7. Jeszcze w tym samym roku reprezentacja Szwecji uzyskała tytuł mistrzyń Europy pokonując w finale rywalizacji Norweżki (Ellen Githmark) 10:9.
Rok później Högström także występowała jako drużyna narodowa. W 1981 wyniki odwróciły się i Szwecja wywalczyła złote medale MŚ pokonując w finale 7:2 Kanadę (Susan Seitz), natomiast zespół przegrał finał rozgrywek europejskich ze Szwajcarkami (Susan Schlapbach) 5:8.
W 1982 zespół Elisabeth Högström nadal utrzymywał bardzo wysoką formę. Szwedki po pokonaniu przez Dunki (Marianne Jørgensen) ukończyły na 2. miejscu MŚ. Po roku przerwy odzyskały również tytuł mistrzyń Europy, w ostatnim spotkaniu rozgromiły 13:2 Włoszki (Maria-Grazzia Constantini). Na następnych zawodach tej rangi Högström obroniła złoty medal, w finale Norweżkom (Trine Trulsen) nie udało się pokonać Szwecji.
Högström pojawiła się później w sezonie 1986/1987, nie udało się jej wtedy uzyskać tak dobrych wyników jak wcześniej. Reprezentacja Szwecji zajęła na ME i MŚ odpowiednio 6. i 7. miejsca. W 1988 po raz pierwszy wystąpiła na zimowych igrzyskach olimpijskich, curling był wówczas jedynie dyscypliną pokazową. Szwedki w finale uległy gospodyniom – Kanadyjkom (Linda Moore) 5:7. 
W ostatnim swoim występie na arenie międzynarodowej – ME 1988 Szwedki po raz kolejny sięgnęły po złote medale, Högström triumfowała po raz 5. Był to najlepszy rezultat w historii mistrzostw Europy do 2005, wówczas Anette Norberg, z którą Högström zdobyła swoje ostatnie mistrzostwo, wygrała turniej po raz szósty. 
W 1999 Elisabeth była trenerem reprezentacji na Mistrzostwach Świata Juniorów, młodzi Szwedzi zajęli 4. miejsce.

## Drużyna
|           | Czwarta            | Trzecia            | Druga          | Otwierająca         |
| --------- | ------------------ | ------------------ | -------------- | ------------------- |
| 1988/1989 | Elisabeth Högström | Anette Norberg     | Monika Jansson | Marie Henriksson    |
| 1987/1988 | Elisabeth Högström | Monika Jansson     | Birgitta Sewik | Marie Henriksson    |
| 1986/1987 | Elisabeth Högström | Birgitta Sewik     | Eva Andersson  | Bitte Berg          |
| 1981/1984 | Elisabeth Högström | Katarina Hultling  | Birgitta Sewik | Karin Sjögren       |
| 1979/1981 | Elisabeth Högström | Carina Olsson      | Birgitta Sewik | Karin Sjögren       |
| 1976/1977 | Elisabeth Branäs   | Elisabeth Högström | Eva Rosenhed   | Anne-Marie Ericsson |